# 博士山 (維多利亞州)
博士山，为半音译半意譯地名，直译称为箱丘或盒子山，为澳大利亚维多利亚州的一个居民社区，属于维州白马市（City of Whitehorse）的行政区域。该地位于墨尔本市中心以东直线距离14公里、实际交通距离16公里处。区内事务由博士山市政厅（Box Hill Town Hall）负责。
博士山曾经是一个大的独立市。与19世纪50年代后期被吸收到墨尔本东部的大都会区。博士山曾经有一个具有一定规模的中央商务区，也曾经是一个独立的行政区博士山市。几经变迁，目前属于白马市（City of Whitehorse）的辖区范围内。与其邻近的区域有、唐卡斯特（Doncaster）等。在选区划分上，博士山在维多利亚州议会中为单独的选区，在澳大利亚众议院则属于奇泽姆（Chisholm）选区。
博士山是墨尔本乃至维多利亚州最大、最为著名的亚裔居民聚居区，其包含有众多亚裔（华人为主）商家经营的店铺和产业，涵盖超市、餐饮、美容美发、国际物流、房地产、中医药、银行金融、教育及移民留学服务等诸多方面。该区域内的商贸店铺种类丰富，涵盖吃穿用度各个方面且价格适度的亚洲货品，以及大量主打中国、韩国等地菜品并营业至较晚的餐厅，深受在墨尔本的亚洲裔居民及留学生群体的青睐。辖区内的商家店铺多配备亚裔店员以便不通英语的顾客使用中文（官话或粤语）、韩文、马来文等语言进行无障碍沟通。不少中国大陸的大型银行及企业（如中国银行、新华书店等）都在博士山设有分支机构，为当地华裔居民提供了生活便利，亦加大了该区吸引亚裔人士在当地落户居住的吸引力。截至2024年，博士山区域沿主干道白马路已落成相当数量的高层公寓住宅和商贸楼宇，亦有不少楼宇项目陆续在规划与建设之中。
博士山也是墨尔本东部郊区的主要交通枢纽，拥有一座大型火车站，有轨电车（109路）和多条公交线路。在周内的早晚高峰时段，火车在市区和博士山间开行有越站快车。途经此地的还有墨尔本郊区环线（suburban rail loop)火车，目前正在施工修建中。

## 历史
博士山所辖之区域最早于19世纪40年代起已有人定居，而此地名最早见诸于记录是1861年建立的博士山邮局，当时的邮局局长为了纪念其在英国出生地萨里郡（Surrey）附近的同名山峰而命名之。19世纪中期，该地以果园、葡萄种植业和混合农业为主要产业。1882年，火车线路延伸到此地，博士山火车站正式启用，加快了其地区发展的速度。19世纪末，由博士山至北部唐卡斯特曾开通过轻轨运输，是南半球的第一条现代化轻轨线路。
第二次世界大战后至1950年代，博士山由于墨尔本城市的扩张而逐渐郊区化，被当局定位为墨尔本地区的五个区域中心之一，此举对博士山的发展助推巨大，博士山学院、社区商贸中心（Box Hill Central）等均在这一时期完成建设，人口数量也随之剧增，特别是吸收了大量的亚洲裔人口，其中以华人居多，大多数来自中国内地、香港特别行政区及东南亚部分国家。

## 人口

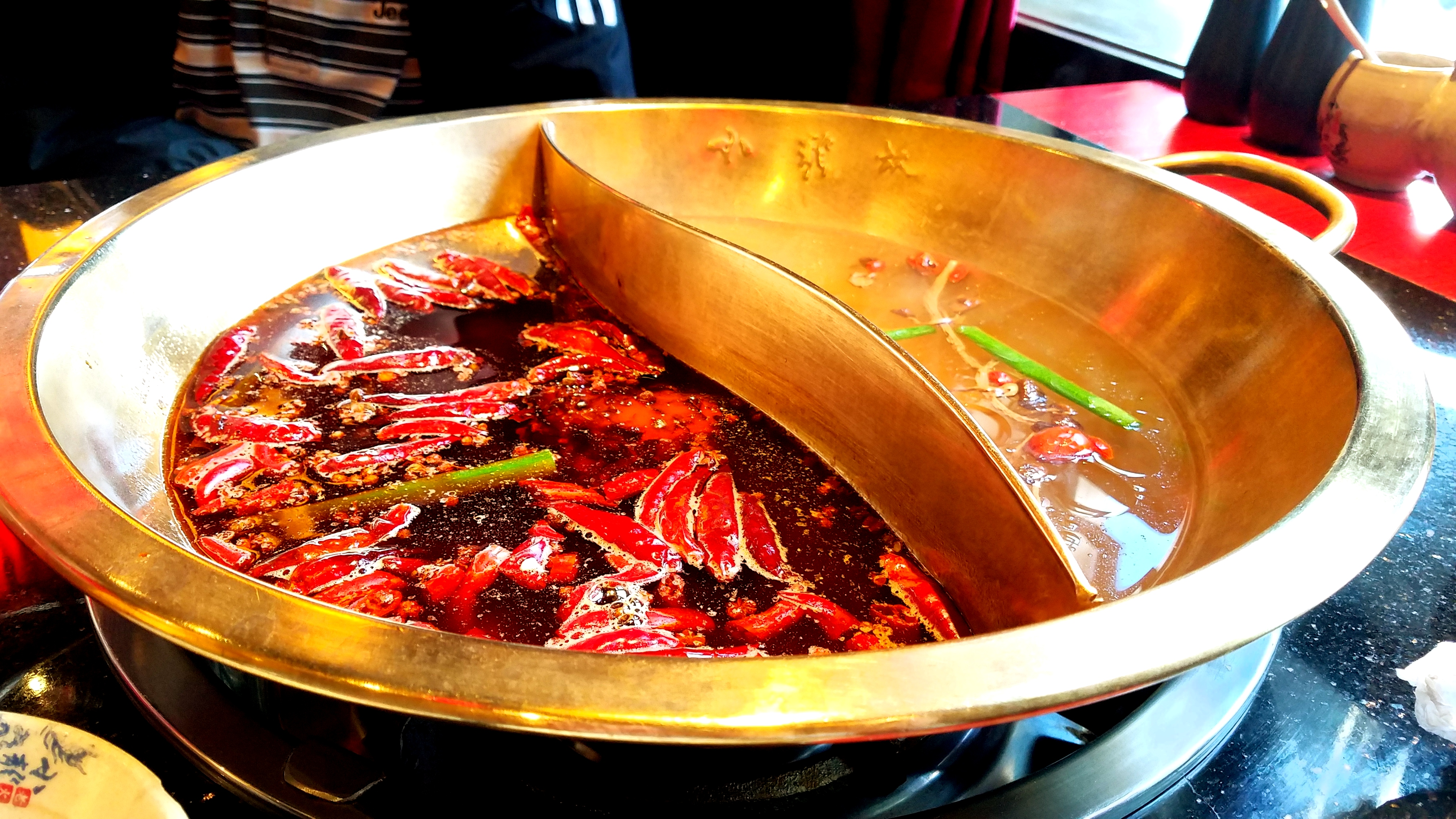
位于博士山的中国四川风味火锅店

博士山以其主打亚洲元素的文化多样性著称。根据2016年澳洲人口普查结果显示，博士山共有11,395名居民，最常见的出生地是澳大利亚35.5%，其次是中国大陆27.6%，以及马来西亚4.8%、印度4.2%、香港3.0%及韩国1.7%。与此相应，36.9%的居民日常主要使用英语，其次是官话28.3%、粤语9.8%、韩语1.7%、印地语1.3%和越南语1.2%。
宗教方面，无宗教人士最多46.3%，其次是天主教徒13.5%、佛教徒7.8%和圣公会教徒4.5%。10.1%的居民没有表明他们的宗教倾向。与全澳相比，博士山的居民出生在澳大利亚的较少，且无宗教信仰的更多。

## 设施

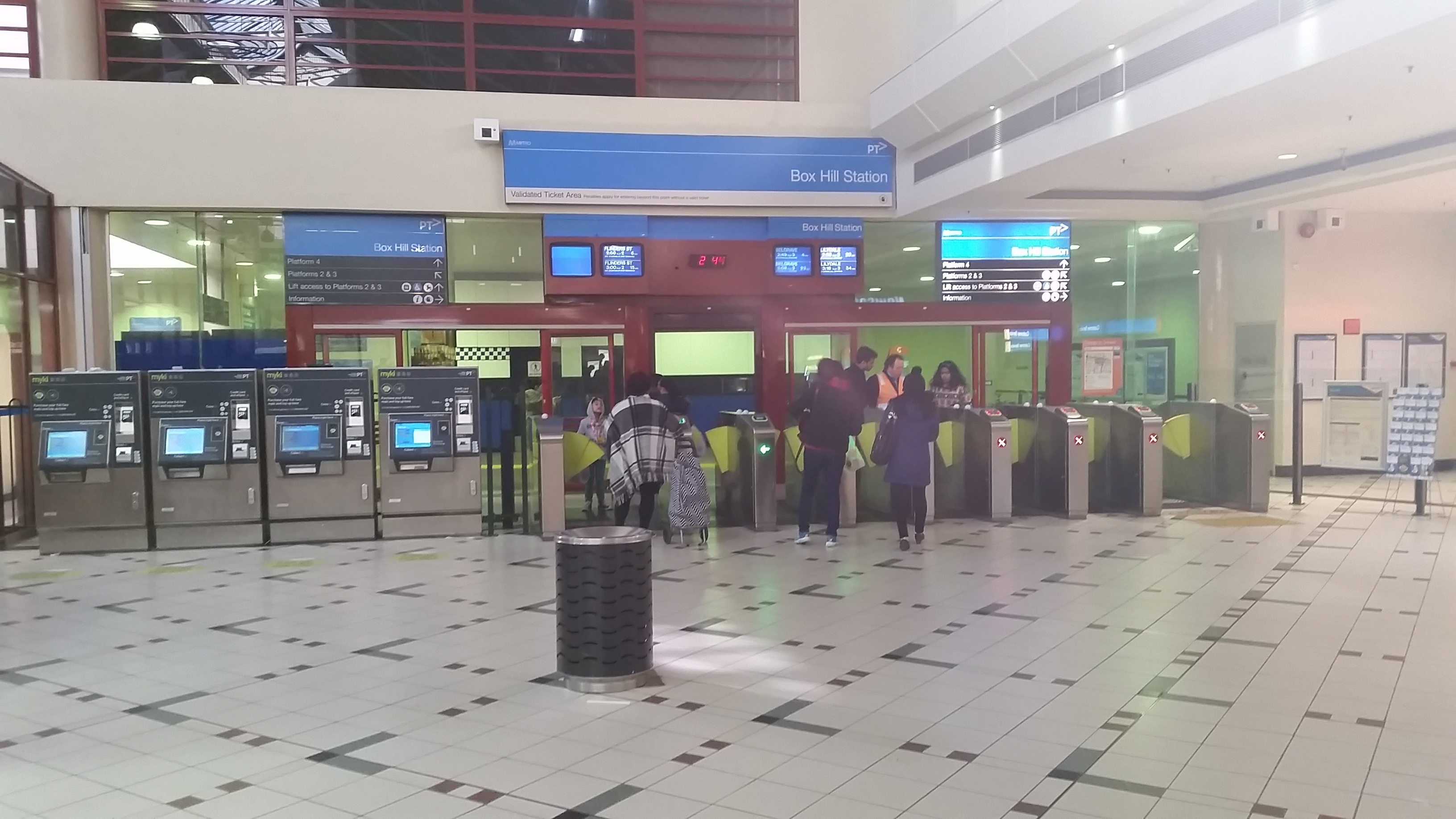
博士山火车站入口，位于Box Hill Central购物中心内。这里有着Belgrave和Lilydale两条火车线路并在高峰时段开行大站快车。

博士山是墨尔本当地具有相当发展活力和前景的地区之一，其现今已建成数栋高层商业中心及住宅公寓，是现今墨尔本市区外唯一集中建有高层楼宇的区域，被广泛认为具有成长为除市区外的第二中央商务区之发展潜力。博士山域内各类基础设施完善程度极高，交通便利且通达多地，是墨尔本市区外为数不多的同时具备火车、有轨电车及公共汽车三种公共交通方式的枢纽；途径此地的火车线路设有大站快车，平峰时期乘坐火车前往市区的福林德斯街火车站（Flinders Street Metro Station）单程约需25分钟，高峰时期的大站快车最快仅需15分钟便可抵达市区。

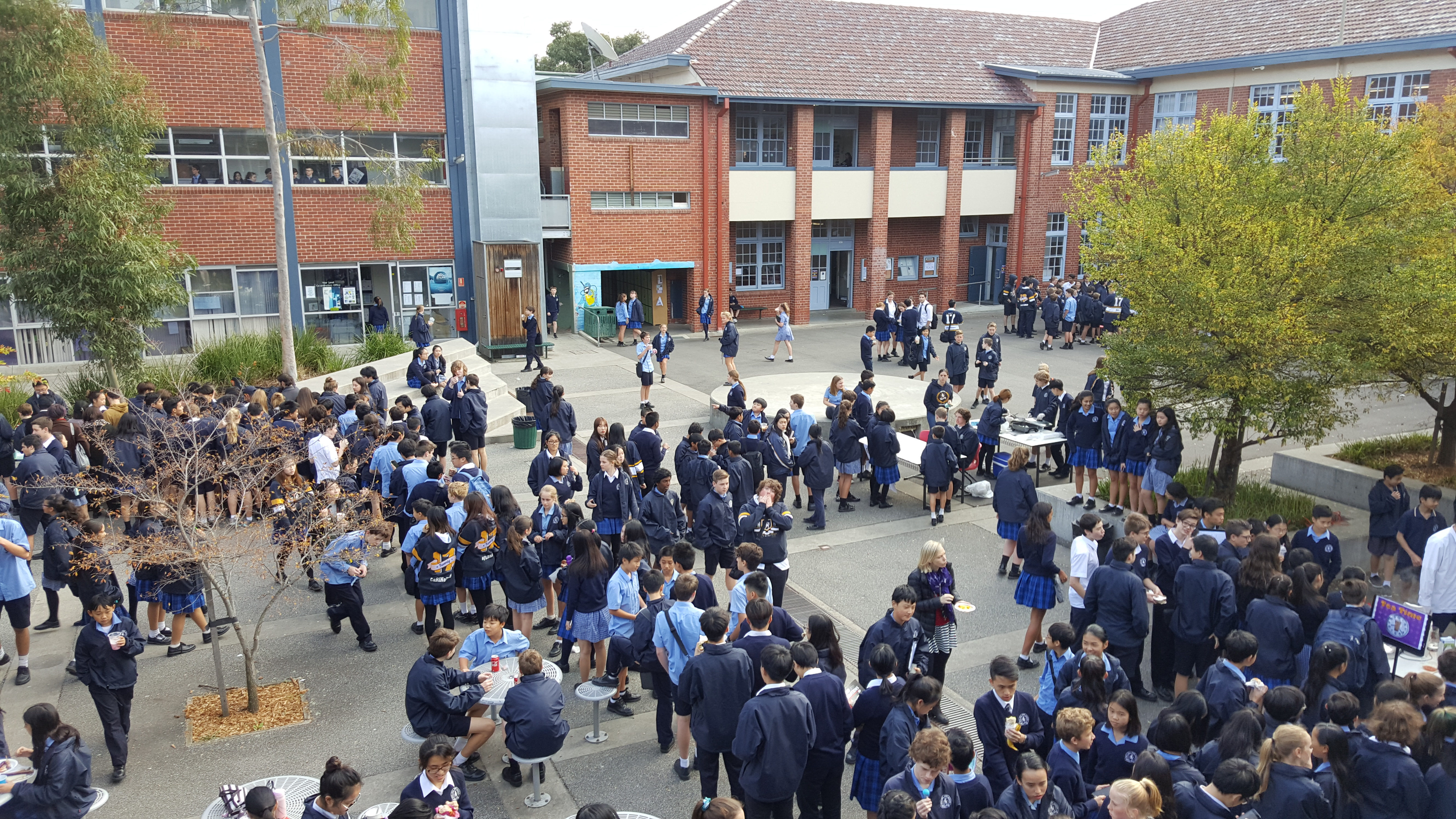
博士山高中校园

教育方面，辖区与迪肯大学（Deakin University）Burwood校区相临近并有快速直达公交接驳。辖区内也拥有质量上乘的高中和职业学院，博士山高中（Box Hill High School）是当地名列前茅的公立中学之一，博士山学院（Box Hill Institute）则是全澳位居前列的大型专科职业学院（TAFE），有着完善的职业教育体系、丰富的课程设置、上乘的校园环境及软硬件资源供进修者学习使用。

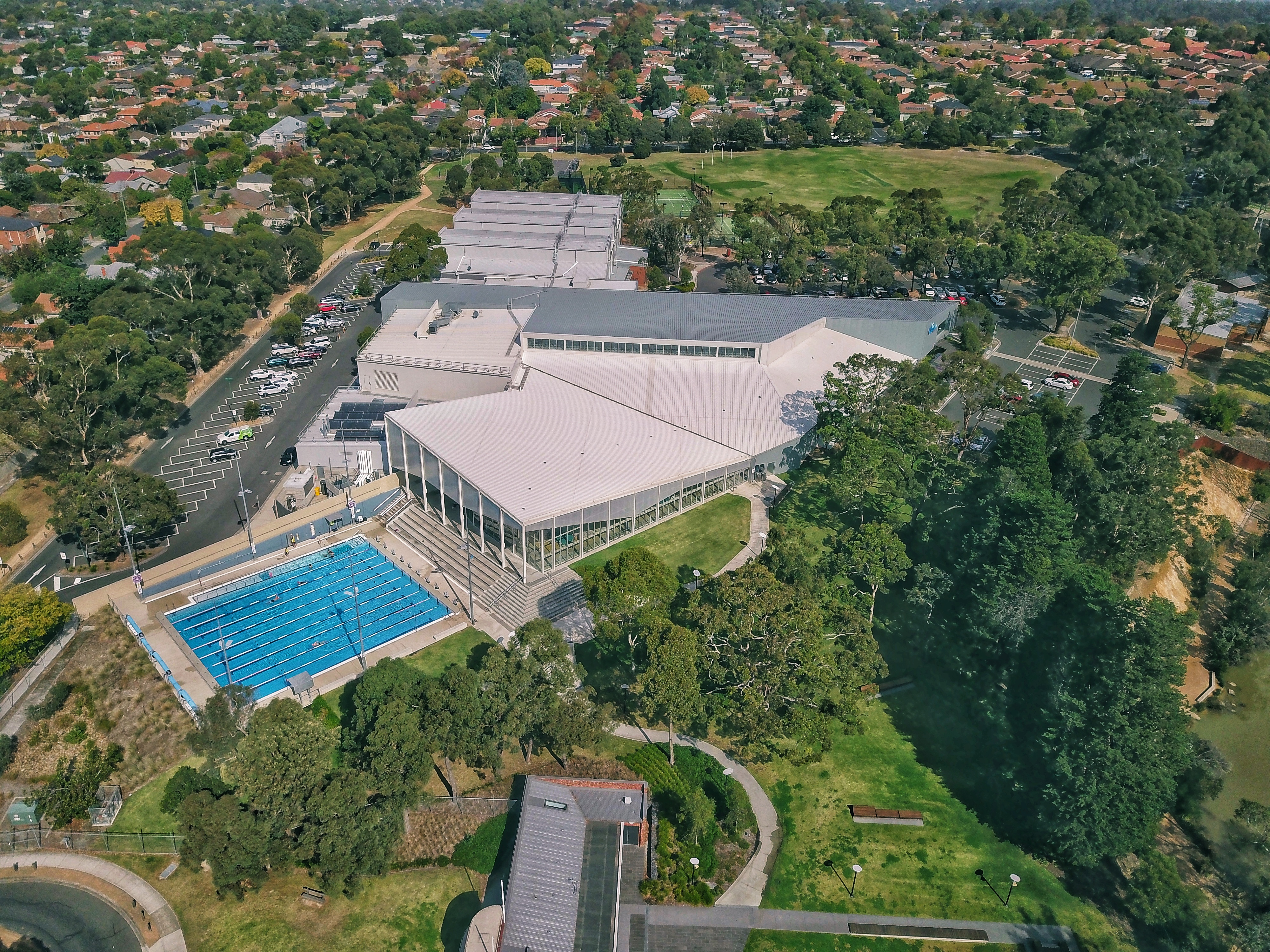
鸟瞰Aqualink游泳馆

医疗方面则有设施完备、规模庞大、服务一流的博士山医院（Box Hill Hospital）。体育方面，建有著名的博士山椭圆形球场（Box Hill Oval）、Aqualink游泳馆和一座18洞高尔夫球场。并设有博士山鹰队（Box Hill Hawks）、博士山足球联队（Box Hill United Soccer Club）、白马野马篮球俱乐部（Whitehorse Mustangs Basketball Club）和博士山运动俱乐部（Box Hill Athletic Club）等职业和业余体育俱乐部。
总的来说，博士山周边各类商业店铺、公园绿化、图书馆、娱乐休闲、体育运动设施一应俱全，可以满足居民的多样化需求。